# Коробей
Коробей (рум. Corobăi) — село у повіті Горж в Румунії. Входить до складу комуни Дреготешть.
Село розташоване на відстані 235 км на захід від Бухареста, 27 км на південь від Тиргу-Жіу, 73 км на північний захід від Крайови.

## Населення
За даними перепису населення 2002 року у селі проживали 868 осіб, усі — румуни. Усі жителі села рідною мовою назвали румунську.